# Thái Hòa, Nghệ An
Thái Hòa là một phường thuộc tỉnh Nghệ An, Việt Nam. Phường được hình thành trên cơ sở sáp nhập các phường Long Sơn, Hòa Hiếu và Quang Phong của thị xã Thái Hòa trong đợt Sáp nhập tỉnh thành Việt Nam 2025.

## Hành chính và tên gọi
Phường Thái Hòa được thành lập theo Nghị quyết số 1678/NQ-UBTVQH15 của Ủy ban Thường vụ Quốc hội Việt Nam, ban hành ngày 16 tháng 6 năm 2025. Theo đó, sắp xếp toàn bộ diện tích tự nhiên, quy mô dân số của các phường Long Sơn, Hòa Hiếu và Quang Phong thuộc thị xã Thái Hòa trước đây thành một phường mới có tên gọi là phường Thái Hòa.
Trước đó, theo Đề án sắp xếp đơn vị hành chính cấp xã tỉnh Nghệ An, phường này là phường Thái Hòa 1.
Sau sắp xếp phường có diện tích tự nhiên: 27,09 km2, quy mô dân số: 26.916 người. Về địa lý, phía Đông giáp xã Nghĩa Đàn và xã Đông Hiếu, phía Nam giáp xã Nghĩa Khánh và xã Nghĩa Lộc, phía Tây giáp phường Tây Hiếu, phía Bắc giáp xã Nghĩa Mai.